# Paraguay op het wereldkampioenschap voetbal 2006
Paraguay nam bij het Wereldkampioenschap voetbal 2006 voor de zevende keer in de historie deelnemen. In de zes voorgaande edities werd de ploeg uit Zuid-Amerika de eerste drie keer (1930, 1950 en 1958) in de eerste ronde uitgeschakeld, terwijl het de laatste drie keer (1986, 1998 en 2002) tot de laatste zestien wist door te dringen. Frankrijk, dat in 1998 pas na verlenging te sterk bleek, werd uiteindelijk wereldkampioen, terwijl in 2002 opponent Duitsland verliezend finalist was.

## Kwalificatie
Als lid van de CONMEBOL die bestaat uit tien ingeschreven nationale voetbalelftallen speelde Paraguay in een gehele competitie waarin alle landen deelnamen. Elk land ontmoette elkaar in zowel een thuis- als een uitwedstrijd. De top vier zou zich rechtstreeks kwalificeren, terwijl de nummer vijf het zou mogen opnemen tegen de winnaar van het kwalificatietoernooi van de OFC.
Paraguay begon de kwalificatiereeks met een 4-1 nederlaag tegen Peru, maar herstelde zich vier dagen later met een 4-1-overwinning op Uruguay. Daarna ging het Paraguay een stuk beter af, met een aantal overwinningen en een 0-0 gelijkspel tegen zowel Brazilië als Argentinië. Daarna wisselden de resultaten zich in rap tempo af. Een ontluisterende nederlaag werd geleden tegen het op papier zwakke Bolivia, terwijl Argentinië met 1-0 werd verslagen. Met de 0-1 uitoverwinning in de op-één-na-laatste wedstrijd tegen Venezuela verzekerde Paraguay zich van een WK-ticket. Door het gelijkspel van naaste concurrent Uruguay tegen Ecuador bedroeg de voorsprong van Paraguay zes punten. De thuisnederlaag die in de laatste wedstrijd werd geleden tegen Colombia deed derhalve niet meer ter zake.

### Wedstrijden
| 6 september, 2003  | Peru       | 4 – 1 | Paraguay   |
| 10 september, 2003 | Paraguay   | 4 – 1 | Uruguay    |
| 15 november, 2003  | Paraguay   | 2 – 1 | Ecuador    |
| 18 november, 2003  | Chili      | 0 – 1 | Paraguay   |
| 31 maart, 2004     | Paraguay   | 0 – 0 | Brazilië   |
| 1 juni, 2004       | Bolivia    | 2 – 1 | Paraguay   |
| 5 juni, 2004       | Argentinië | 0 – 0 | Paraguay   |
| 5 september, 2004  | Paraguay   | 1 – 0 | Venezuela  |
| 9 oktober, 2004    | Colombia   | 1 – 1 | Paraguay   |
| 13 oktober, 2004   | Paraguay   | 1 – 1 | Peru       |
| 17 november, 2004  | Uruguay    | 1 – 0 | Paraguay   |
| 27 maart, 2005     | Ecuador    | 5 – 2 | Paraguay   |
| 30 maart, 2005     | Paraguay   | 2 – 1 | Chili      |
| 5 juni, 2005       | Brazilië   | 4 – 1 | Paraguay   |
| 8 juni, 2005       | Paraguay   | 4 – 1 | Bolivia    |
| 3 september, 2005  | Paraguay   | 1 – 0 | Argentinië |
| 8 oktober, 2005    | Venezuela  | 0 – 1 | Paraguay   |
| 12 oktober, 2005   | Paraguay   | 0 – 1 | Colombia   |

### Eindstand
| Land       | Wed | Win | Gel | Ver | DV | DT | +/- | Pnt |
| ---------- | --- | --- | --- | --- | -- | -- | --- | --- |
| Brazilië   | 18  | 9   | 7   | 2   | 35 | 17 | +18 | 34  |
| Argentinië | 18  | 10  | 4   | 4   | 29 | 17 | +12 | 34  |
| Ecuador    | 18  | 8   | 4   | 6   | 23 | 19 | +4  | 28  |
| Paraguay   | 18  | 8   | 4   | 6   | 23 | 23 | 0   | 28  |
| Uruguay    | 18  | 6   | 7   | 5   | 23 | 28 | –5  | 25  |
| Colombia   | 18  | 6   | 6   | 6   | 24 | 16 | +8  | 24  |
| Chili      | 18  | 5   | 7   | 6   | 18 | 22 | –4  | 22  |
| Venezuela  | 18  | 5   | 3   | 10  | 20 | 28 | –8  | 18  |
| Peru       | 18  | 4   | 6   | 8   | 20 | 28 | –8  | 18  |
| Bolivia    | 18  | 4   | 2   | 12  | 20 | 37 | –17 | 14  |

## Groep B
| Land               | Wed | Win | Gel | Ver | DV | DT | +/− | Pnt |
| ------------------ | --- | --- | --- | --- | -- | -- | --- | --- |
| Engeland           | 3   | 2   | 1   | 0   | 5  | 2  | 3   | 7   |
| Zweden             | 3   | 1   | 2   | 0   | 3  | 2  | 1   | 5   |
| Paraguay           | 3   | 1   | 0   | 2   | 2  | 2  | 0   | 3   |
| Trinidad en Tobago | 3   | 0   | 1   | 2   | 0  | 4  | –4  | 1   |

Trinidad en Tobago was samen met Angola en Togo de grote verrassing tijdens de WK-kwalificatie, het werd gecoacht door de Nederlander Leo Beenhakker. Op het WK zette de eilandengroep de goede resultaten door door doelpuntloos gelijk te spelen tegen Zweden. Trinidad en Tobago speelde bijna de hele tweede helft met tien man, omdat Avery John een tweede gele kaart ontving na een vliegende tackle. Het gevreesde spitsenduo Zlatan Ibrahimovic en Henrik Larsson misten veel kansen, de op het laatste moment ingezette doelman Shaka Hislop blonk uit en het team van Beenhakker hield knap stand. Ook tegen Engeland hield Trinidad en Tobago het lang vol, in de 83e minuut scoorde Peter Crouch, het doelpunt was omstreden, omdat Crouch kopte terwijl hij aan de rasta-haren van Brent Sancho trok. In de laatste wedstrijd was de pijp leeg, Trinidad en Tobago verloor kansloos met 2-0 van Paraguay mede door een eigen doelpunt van Sancho. Desondanks was de bescheiden eilandengroep trots, Beenhakker werd geridderd.
De Engelse voetbalbond verlengde het contract met de Zweed Sven-Goran Eriksson tot en met 2008. In januari werd Eriksson benaderd door een Arabier om manager van Aston Villa te worden, de sjeik bleek een verslaggever van News of the World te zijn en Eriksson trapte erin. De FA en Eriksson kwamen overeen, dat het contract verkort werd tot en met het WK. Er waren ook personele problemen, vlak voor het WK raakt Wayne Rooney geblesseerd aan zijn enkel, hij ging toch mee naar het WK, maar  zou de eerste wedstrijden hoogstens kunnen invallen.
Paraguay was als eerste land uitgeschakeld, het verloor zowel van Engeland als van Zweden met 1-0, de laatste wedstrijd door een doelpunt van Fredrik Ljungberg vlak voor tijd. De laatste wedstrijd in de groep ging om de groepswinst, Zweden - Engeland eindigde in 2-2. Memorabel waren de eerste twee doelpunten, Joe Cole opende de score namens Engeland met een lob buiten het strafschopgebied, de gelijkmaker van Marcus Allbäck was de 2.000ste goal tijdens een wereldkampioenschap.
|                                               |                   |       |          |                                                                                   |
| 10 juni 2006 «onderlinge duels» 15:00 (UTC+2) | Engeland          | 1 – 0 | Paraguay | Commerzbank-Arena, Frankfurt Toeschouwers: 48.000 Scheidsrechter: Marco Rodríguez |
| 10 juni 2006 «onderlinge duels» 15:00 (UTC+2) | Gamarra 3' (e.d.) |       |          | Commerzbank-Arena, Frankfurt Toeschouwers: 48.000 Scheidsrechter: Marco Rodríguez |

|                                               |                    |       |        |                                                                                 |
| 10 juni 2006 «onderlinge duels» 18:00 (UTC+2) | Trinidad en Tobago | 0 – 0 | Zweden | Signal Iduna Park, Dortmund Toeschouwers: 62.959 Scheidsrechter: Shamsul Maidin |
| 10 juni 2006 «onderlinge duels» 18:00 (UTC+2) |                    |       |        | Signal Iduna Park, Dortmund Toeschouwers: 62.959 Scheidsrechter: Shamsul Maidin |

|                                               |                          |       |                    |                                                                                   |
| 15 juni 2006 «onderlinge duels» 18:00 (UTC+2) | Engeland                 | 2 – 0 | Trinidad en Tobago | easyCredit-Stadion, Neurenberg Toeschouwers: 41.000 Scheidsrechter: Toru Kamikawa |
| 15 juni 2006 «onderlinge duels» 18:00 (UTC+2) | Crouch 83' Gerrard 90+1' |       |                    | easyCredit-Stadion, Neurenberg Toeschouwers: 41.000 Scheidsrechter: Toru Kamikawa |

|                                               |               |       |          |                                                                           |
| 15 juni 2006 «onderlinge duels» 21:00 (UTC+2) | Zweden        | 1 – 0 | Paraguay | Olympiastadion, Berlijn Toeschouwers: 72.000 Scheidsrechter: Ľuboš Micheľ |
| 15 juni 2006 «onderlinge duels» 21:00 (UTC+2) | Ljungberg 89' |       |          | Olympiastadion, Berlijn Toeschouwers: 72.000 Scheidsrechter: Ľuboš Micheľ |

|                                               |                         |       |                         |                                                                                  |
| 20 juni 2006 «onderlinge duels» 21:00 (UTC+2) | Zweden                  | 2 – 2 | Engeland                | RheinEnergieStadion, Keulen Toeschouwers: 45.000 Scheidsrechter: Massimo Busacca |
| 20 juni 2006 «onderlinge duels» 21:00 (UTC+2) | Allbäck 51' Larsson 90' |       | 34' J. Cole 85' Gerrard | RheinEnergieStadion, Keulen Toeschouwers: 45.000 Scheidsrechter: Massimo Busacca |

|                                               |                              |       |                    |                                                                                           |
| 20 juni 2006 «onderlinge duels» 21:00 (UTC+2) | Paraguay                     | 2 – 0 | Trinidad en Tobago | Fritz-Walter-Stadion, Kaiserslautern Toeschouwers: 46.000 Scheidsrechter: Roberto Rosetti |
| 20 juni 2006 «onderlinge duels» 21:00 (UTC+2) | Sancho 25' (e.d.) Cuevas 86' |       |                    | Fritz-Walter-Stadion, Kaiserslautern Toeschouwers: 46.000 Scheidsrechter: Roberto Rosetti |

## Wedstrijden gedetailleerd
WK voetbal 2006 (Groep B) Engeland - Paraguay
WK voetbal 2006 (Groep B) Zweden - Paraguay
WK voetbal 2006 (Groep B) Paraguay - Trinidad en Tobago

## Opmerkingen
1. ↑  https://www.nieuwsblad.be/cnt/gfitdf4q
2. ↑  https://www.balls.ie/football/why-peter-crouch-trinidad-tobago-most-hated-man-297022
3. ↑  https://www.trouw.nl/nieuws/soca-warriors-als-helden-onthaald-bij-thuiskomst~b7a594f8/
4. ↑  https://www.trouw.nl/nieuws/don-leo-onderscheiden-op-trinidad-en-tobago~b62f91a8/
5. ↑  https://www.irishtimes.com/news/eriksson-extends-england-contract-until-2008-1.974890
6. ↑  https://www.abc.net.au/news/2006-01-15/eriksson-caught-in-newspaper-sting/779624
7. ↑  https://www.theguardian.com/football/2006/jan/24/newsstory.sport
8. ↑  https://www.vi.nl/nieuws/united-en-engeland-vrezen-blessure-rooney
9. ↑  https://www.nieuwsblad.be/cnt/g4erlqh6
10. ↑  https://www.trouw.nl/nieuws/ljungberg-schiet-zweden-in-slotfase-langs-paraguay~b3b024bf/
11. ↑  https://www.youtube.com/watch?v=OJ29PgBD130
12. ↑  Markus Allback maakt 2000e goal op een WK
13. ↑  Marcus Allbäck maakt het 2000e doelpunt op een WK

APF · A-internationals · Selecties · Bondscoaches · Paraguayaans vrouwenelftal · Paraguay U21 · Paraguay U20 · Paraguay U19 · Paraguay U18 · Paraguay U17
1919 – 1929 · 
1930 – 1939 · 
1940 – 1949 · 
1950 – 1959 · 
1960 – 1969 · 
1970 – 1979 · 
1980 – 1989 · 
1990 – 1999 · 
2000 – 2009 · 
2010 – 2019 ·
2020 − 2029
WK 1930 · 
WK 1950 · 
WK 1958 · 
WK 1986 · 
WK 1998 · 
WK 2002 · 
WK 2006 · 
WK 2010
OS 1992 · 
OS 2004
1919 · 
1920 · 
1921 · 
1922 · 
1923 · 
1924 · 
1925 · 
1926 · 
1927 · 
1928 · 
1929 · 
1930 · 
1931 · 
1932–1936 · 
1937 · 
1938 · 
1939 · 
1940 · 
1941 · 
1942 · 
1943 · 
1944 · 
1945 · 
1946 · 
1947 · 
1948 · 
1949 · 
1950 · 
1951–1952 · 
1953 · 
1954 · 
1955 · 
1956 · 
1957 · 
1958 · 
1959 · 
1960 · 
1961 · 
1962 · 
1963 · 
1964 · 
1965 · 
1966 · 
1967 · 
1968 · 
1969 · 
1970 · 
1971 · 
1972 · 
1973 · 
1974 · 
1975 · 
1976 · 
1977 · 
1978 · 
1979 · 
1980 · 
1981 · 
1982 · 
1983 · 
1984 · 
1985 · 
1986 · 
1987 · 
1988 · 
1989 · 
1990 · 
1991 · 
1992 · 
1993 · 
1994 · 
1995 · 
1996 · 
1997 · 
1998 · 
1999 · 
2000 · 
2001 · 
2002 · 
2003 · 
2004 · 
2005 · 
2006 · 
2007 · 
2008 · 
2009 · 
2010 · 
2011 · 
2012 · 
2013 · 
2014 · 
2015 · 
2016 ·
2017 ·
2018 ·
2019 ·
2020 ·
2021 ·
2022
Argentinië ·
Armenië ·
Australië ·
Bahrein ·
België ·
Bolivia ·
Bosnië en Herzegovina · 
Brazilië ·
Bulgarije ·
Canada ·
Chili ·
China ·
Colombia ·
Costa Rica ·
Denemarken ·
Duitsland ·
Ecuador ·
El Salvador ·
Engeland ·
Frankrijk ·
Georgië ·
Griekenland ·
Guadeloupe ·
Guatemala ·
Honduras ·
Hongarije ·
Hongkong ·
Ierland ·
Indonesië ·
Irak ·
Iran ·
Italië ·
Ivoorkust ·
Jamaica ·
Japan ·
Joegoslavië ·
Jordanië ·
Kameroen ·
Marokko ·
Mexico ·
Nederland ·
Nicaragua ·
Nieuw-Zeeland ·
Nigeria ·
Noord-Korea ·
Noord-Macedonië ·
Noorwegen ·
Oman ·
Oostenrijk ·
Panama ·
Peru ·
Polen ·
Portugal ·
Qatar ·
Roemenië ·
Saoedi-Arabië ·
Schotland ·
Servië ·
Slovenië ·
Slowakije ·
Spanje ·
Togo ·
Trinidad en Tobago ·
Tsjechië ·
Turkije ·
Uruguay ·
Venezuela ·
Verenigde Arabische Emiraten ·
Verenigde Staten ·
Wales ·
Zuid-Afrika ·
Zuid-Korea ·
Zweden
Engeland (2006) · 
Italië (2010) · 
Slovenië (2002) · 
Spanje (2002) · 
Trinidad en Tobago (2006) · 
Zuid-Afrika (2002) · 
Zweden (2006)